# Хейлс, Барри
Баррингтон Эдвард Хейлс (англ. Barrington Edward "Barry" Hayles; род. 17 мая 1972, Ламбет, Большой Лондон) — английский футболист, играющий на позиции нападающего, тренер.

## Карьера
«Уиллсден Хокай, Стивенидж»
Барри родился в Ламбете, одном из Боро Лондона. Игрок начал свою карьеру в «Уиллсден Хоукай» в начале 1990-х годов, и провел в клубе пять лет. Хейлс присоединился к команде истмийской премьер-лиги «Стивенидж Боро» в феврале 1994 года и первые два сезона Хейлса в клубе были впечатляющими. Он был частью команды, которая выиграла футбольную конференцию в сезоне 1995/96, однако, когда клубу отказали в повышении до футбольной лиги, нападающий решил покинуть «Бродвей-Холл». В 1997 году, после того, как провел качественный период в клубе, покинул его и перешел в «Бристоль Роверс».